# Gare de Thézy-Glimont
Gare de Thézy-Glimont vasútállomás Franciaországban, Thézy-Glimont településen.

## Vasútvonalak
Az állomást az alábbi vasútvonalak érintik:
- Ormoy-Villers-Boves-vasútvonal

## Kapcsolódó állomások
A vasútállomáshoz az alábbi állomások vannak a legközelebb:
- Gare de Boves
- Gare de Moreuil